# 乌梁海共和国
乌梁海共和国是在辛亥革命期间脱离清朝独立的国家。

## 歷史

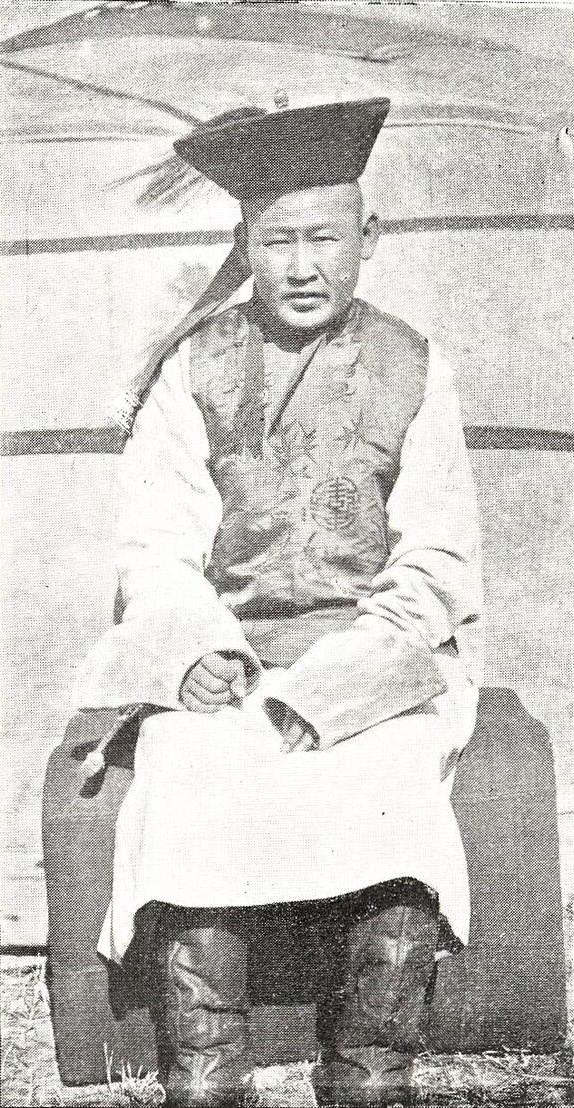
貢布多爾濟，攝於1905年

1911年12月，外蒙古宣布脱离清朝独立的同时，唐努旗的总管贡布多尔济在俄罗斯帝国的鼓励下宣布独立建国。在该年剩下的时间里，图瓦的各部落开始抢劫和烧毁中国内地人开的商店。虽然唐努旗宣布了独立，但是副都统衔总管所属的另外两个旗要求加入蒙古，当地喇嘛仍然从属于库伦的哲布尊丹巴呼图克图。庫倫的博克多汗國也將其劃入蒙古版圖，並在初期向唐努烏梁海派出官員，烏梁海的士兵也參與了1912年的科布多城戰役。俄方尋求將烏梁海與外蒙古分開，引發了俄國與蒙古政府的爭端。隨後俄國為了防止唐努烏梁海倒向喀爾喀，便著手將該地歸屬俄國政府「保護」。

## 地图

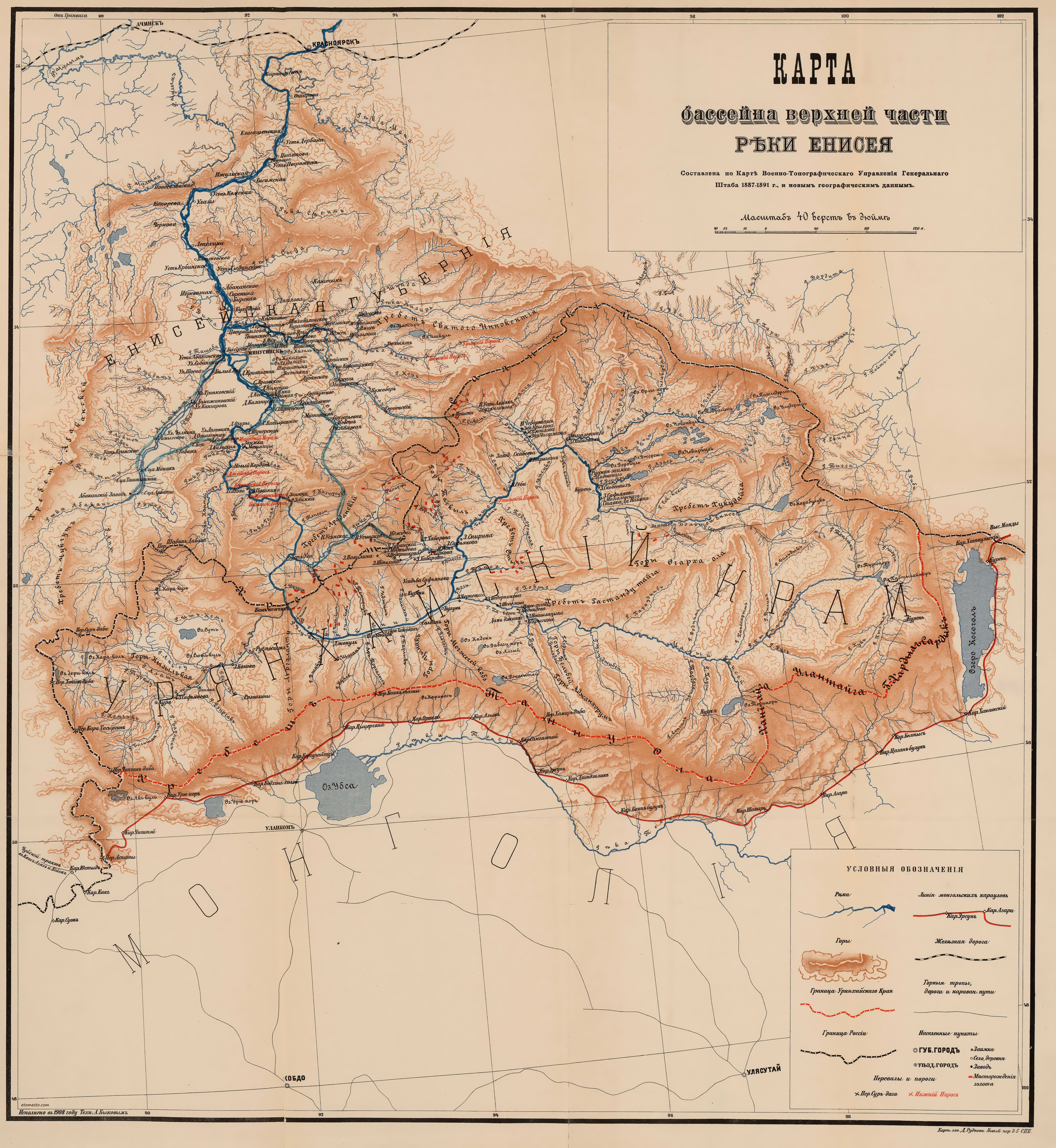
1908年俄罗斯水文学家弗·米·罗德维奇绘制的乌梁海边疆区地图
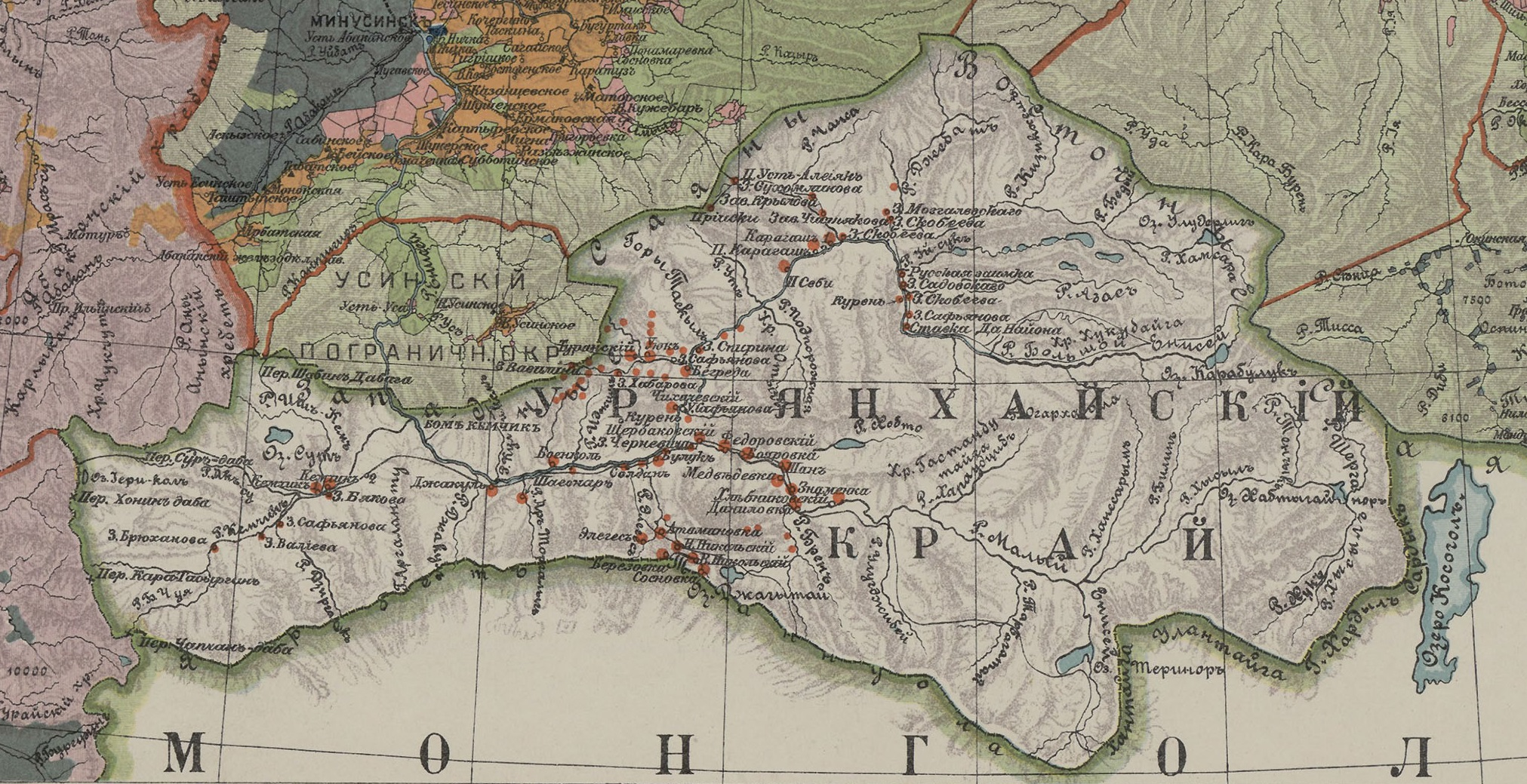
1914年的乌梁海边疆区版图
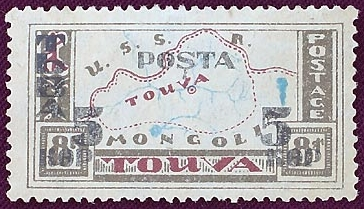
唐努圖瓦郵票，顯示其與外蒙古的邊界為虛線